# (14016) Steller
(14016) Steller est un astéroïde de la ceinture principale.

## Description
(14016) Steller est un astéroïde de la ceinture principale. Il fut découvert le 16 janvier 1994 à Caussols par Eric Walter Elst et Christian Pollas. Il fut nommé en honneur de Georg Wilhelm Steller. Il présente une orbite caractérisée par un demi-grand axe de 3,07 UA, une excentricité de 0,05 et une inclinaison de 8,5° par rapport à l'écliptique.

## Compléments